# Америка-Еуропа (Болоња)
Америка-Еуропа је насеље у Италији у округу Болоња, региону Емилија-Ромања.
Према процени из 2011. у насељу је живело 371 становника. Насеље се налази на надморској висини од 197 м.